# Pyractomena palustris
Pyractomena palustris är en skalbaggsart som beskrevs av Green 1957. Pyractomena palustris ingår i släktet Pyractomena och familjen lysmaskar. Inga underarter finns listade i Catalogue of Life.